# Oldenlandia paridifolia
Oldenlandia paridifolia là một loài thực vật có hoa trong họ Thiến thảo. Loài này được (Dunn) Chun mô tả khoa học đầu tiên năm 1934.